# Ізраїль на зимових Олімпійських іграх 2022
Ізраїль взяв участь у зимових Олімпійських іграх 2022, що тривали з 4 до 20 лютого в Пекіні (Китай).
Фігурист Євген Краснопольський і гірськолижниця Ноа Селлеш несли прапор своєї країни на церемонії відкриття. На церемонії закриття прапор ніс волонтер.
На цих Іграх представники Ізраїлю не здобули жодної медалі. Шосте місце Барнабаша Селлеша в гірськолижній комбінації стало найкращим результатом за всю історію участі ізраїльських спортсменів у зимових Олімпійських іграх.

## Спортсмени
Кількість спортсменів, що взяли участь в Іграх, за видами спорту.
| Вид спорту          | Чоловіки | Жінки | Загалом |
| ------------------- | -------- | ----- | ------- |
| Гірськолижний спорт | 1        | 1     | 2       |
| Фігурне катання     | 2        | 1     | 3       |
| Шорт-трек           | 1        | 0     | 1       |
| Загалом             | 4        | 2     | 6       |

## Гірськолижний спорт

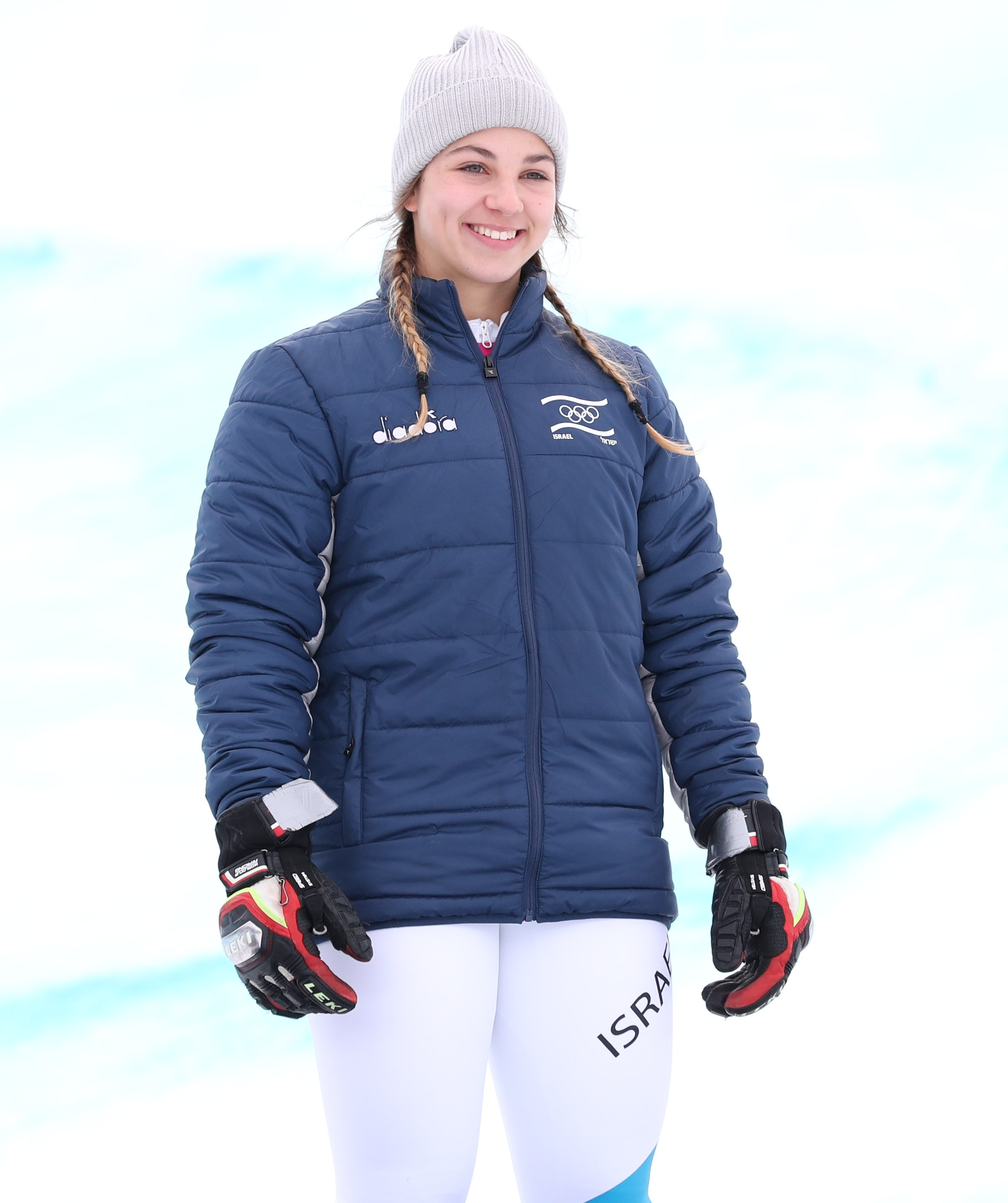
Гірськолижниця Ноа Селлеш

Від Ізраїлю на Ігри кваліфікувалися два гірськолижники і одна гірськолижниця, але вирішено було скористалися лише з одного квотного місця для чоловіка. Олімпійський комітет Ізраїлю оголосив, що Ноа Селлеш та її брат Барнабаш Селлеш представлятимуть країну в цьому виді спорту.
| Спортсмен       | Дисципліна                    | 1-й спуск | 1-й спуск | 2-й спуск | 2-й спуск | Сума    | Сума  |
| Спортсмен       | Дисципліна                    | Час       | Місце     | Час       | Місце     | Час     | Місце |
| --------------- | ----------------------------- | --------- | --------- | --------- | --------- | ------- | ----- |
| Барнабаш Селлеш | Швидкісний спуск (чоловіки)   | Н/Д       | Н/Д       | Н/Д       | Н/Д       | 1:46.88 | 30    |
| Барнабаш Селлеш | Супергігант (чоловіки)        | Н/Д       | Н/Д       | Н/Д       | Н/Д       | 1:24.28 | 30    |
| Барнабаш Селлеш | Комбінація (чоловіки)         | 1:45.04   | 11        | 48.14     | 2         | 2:33.18 | 6     |
| Барнабаш Селлеш | Гігантський слалом (чоловіки) | 1:07.89   | 28        | 1:10.04   | 21        | 2:17.93 | 22    |
| Барнабаш Селлеш | Слалом (чоловіки)             | 56.83     | 28        | 51.88     | 23        | 1:48.71 | 23    |
| Ноа Селлеш      | Супергігант (жінки)           | Н/Д       | Н/Д       | Н/Д       | Н/Д       | 1:17.94 | 34    |
| Ноа Селлеш      | Гігантський слалом (жінки)    | 1:04.90   | 42        | НФ        | НФ        | НФ      | НФ    |
| Ноа Селлеш      | Слалом (жінки)                | 58.21     | 45        | 59.13     | 41        | 1:57.34 | 41    |

## Фігурне катання

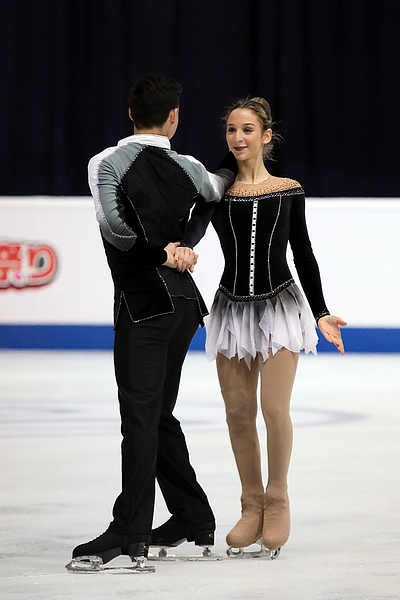
Фігуристка Гейлі Копс

На Чемпіонаті світу 2021 року в Стокгольмі Олексій Биченко посів 24-те місце, набравши 190,45 бала, і здобув одне квотне місце для ізраїльської делегації в чоловічому одиночному катанні. На cS Nebelhorn Trophy 2021 в Оберстдорфі Гейлі Копс і Євген Краснопольський посіли п'яте місце, набравши 167,08 бала, і здобули для Ізраїля одне квотне місце в парному катанні.
| Спортсмен                        | Дисципліна                   | КП    | КП    | ДП          | ДП          | Загалом     | Загалом     |
| Спортсмен                        | Дисципліна                   | Бали  | Місце | Бали        | Місце       | Бали        | Місце       |
| -------------------------------- | ---------------------------- | ----- | ----- | ----------- | ----------- | ----------- | ----------- |
| Олексій Биченко                  | Одиночні змагання (чоловіки) | 68.01 | 26    | Не потрапив | Не потрапив | Не потрапив | Не потрапив |
| Гейлі Копс Євген Краснопольський | Пари                         | 55.99 | 15    | 97.83       | 15          | 153.82      | 15          |

## Шорт-трек
Владислав Биканов взяв участь у Кубку світу 2021–2022, де здобув для Ізраїлю одне квотне місце.
Чоловіки
| Спортсмен         | Дисципліна | Попередній заїзд | Попередній заїзд | Чвертьфінал | Чвертьфінал | Півфінал    | Півфінал    | Фінал       | Фінал |
| Спортсмен         | Дисципліна | Час              | Місце            | Час         | Місце       | Час         | Місце       | Час         | Місце |
| ----------------- | ---------- | ---------------- | ---------------- | ----------- | ----------- | ----------- | ----------- | ----------- | ----- |
| Владислав Биканов | 500 м      | 40.900           | 2 Q              | 41.157      | 3           | Не потрапив | Не потрапив | Не потрапив | 12    |
| Владислав Биканов | 1000 м     | 1:24.875         | 4                | Не потрапив | Не потрапив | Не потрапив | Не потрапив | Не потрапив | 24    |
| Владислав Биканов | 1500 м     | Н/Д              | Н/Д              | 2:09.932    | 4 q         | 2:13.491    | 6           | Не потрапив | 17    |

Легенда кваліфікації
- Q – Кваліфікувався до наступного раунду
- q – Кваліфікувався до наступного раунду як найшвидший з тих, що не кваліфікувались напряму
- ADV – Потрапив до наступного раунду, бо йому завадив інший ковзаняр
- FA – Кваліфікувався до медального раунду
- FB – Кваліфікувався до втішного раунду
- AA – Потрапив до медального раунду, бо йому завадив інший ковзаняр